# Saint-Romain (Côte-d'Or)
 Saint-Romain  es una población y comuna francesa, en la región de Borgoña, departamento de Côte-d'Or, en el distrito de Beaune y cantón de Nolay.

## Demografía
| 293 | 323 | 265 | 250 | 241 | 227 |
| Para los censos de 1962 a 1999 la población legal corresponde a la población sin duplicidades (Fuente: INSEE [Consultar]) |     |     |     |     |     |